# Ormetica collateralis
Ormetica collateralis là một loài bướm đêm thuộc phân họ Arctiinae, họ Erebidae.